# Manganokhomyakovita
La manganokhomyakovita és un mineral de la classe dels silicats que pertany al grup de l'eudialita. Rep el nom en honor d'Alexander Petrovich Khomyakov (2 d'abril de 1933 - 12 d'octubre de 2012), de l'Institut de mineralogia, geoquímica i química cristal·lina d'elements rars, de Moscou, Rússia, per les seves àmplies contribucions a la mineralogia i la geoquímica de les roques alcalines.

## Característiques
La manganokhomyakovita és un silicat de fórmula química Na₁₂Sr₃Ca₆Mn₃Zr₃W[Si₂₅O₇₃](O,OH,H₂O)₃(OH,Cl)₂. Cristal·litza en el sistema trigonal. La seva duresa a l'escala de Mohs es troba entre 5 i 6.
Segons la classificació de Nickel-Strunz, la manganokhomyakovita pertany a «09.CO: Ciclosilicats amb enllaços de 9 [Si9O27]18-» juntament amb els següents minerals: al·luaivita, eudialita, ferrokentbrooksita, kentbrooksita, khomyakovita, oneil·lita, raslakita, feklichevita, carbokentbrooksita, zirsilita-(Ce), ikranita, taseqita, rastsvetaevita, golyshevita, labirintita, johnsenita-(Ce), mogovidita, georgbarsanovita, aqualita, dualita, andrianovita, voronkovita i manganoeudialita.

## Formació i jaciments
Va ser descoberta a la pedrera Poudrette, situada al mont Saint-Hilaire, dins el municipi regional de comtat de La Vallée-du-Richelieu, a Montérégie (Quebec, Canadà). Es tracta de l'únic indret de tot el planeta on ha estat descrita aquesta espècie mineral.